# Gomphocerus sibiricus
Gomphocerus sibiricus är en insektsart som först beskrevs av Carl von Linné 1767.  Gomphocerus sibiricus ingår i släktet Gomphocerus och familjen gräshoppor.

## Underarter
Arten delas in i följande underarter:
- G. s. tibetanus
- G. s. sibiricus
- G. s. caucasicus
- G. s. dimorphus
- G. s. hemipterus
- G. s. transcaucasicus
- G. s. turkestanicus
- G. s. babusarius

## Bildgalleri

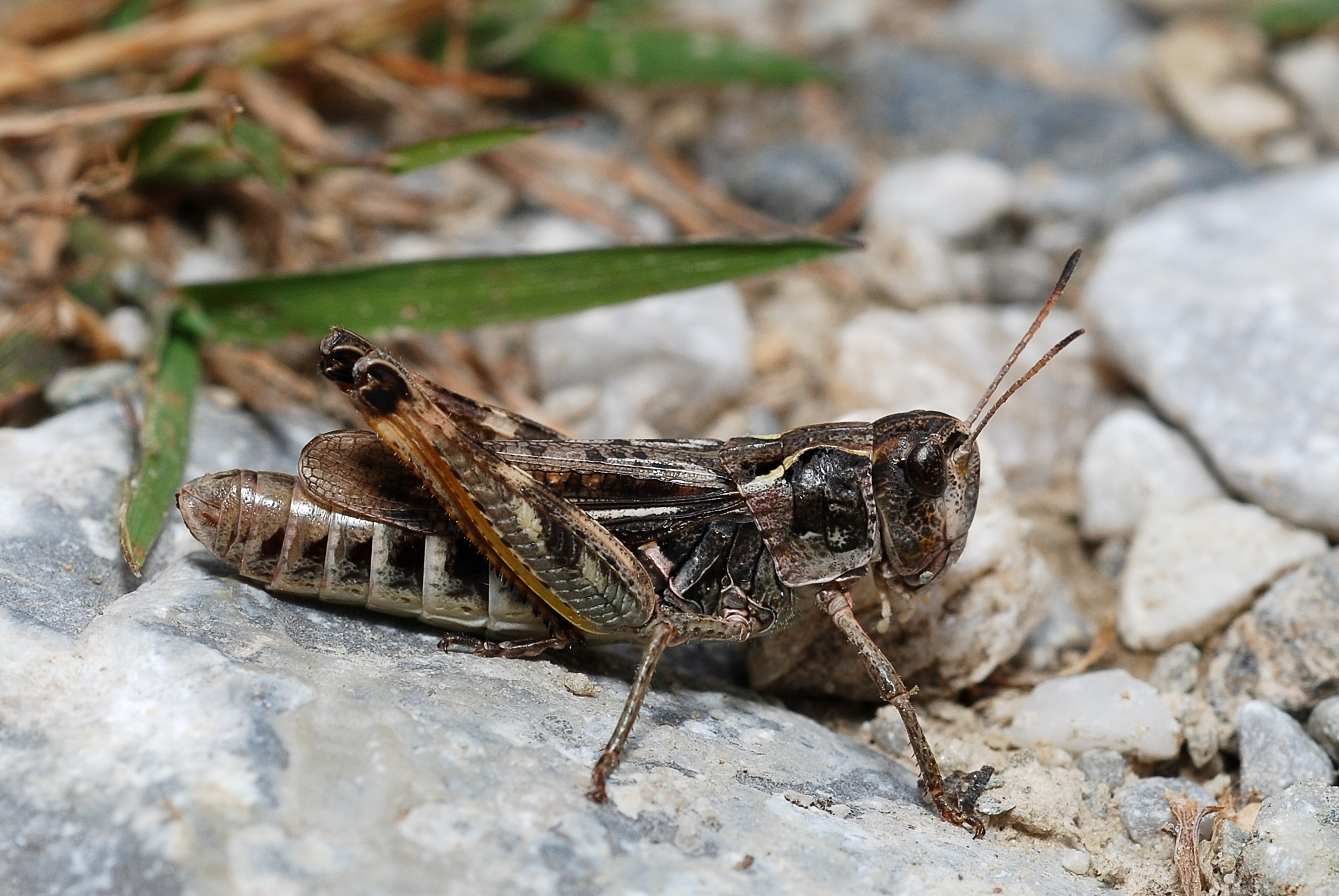
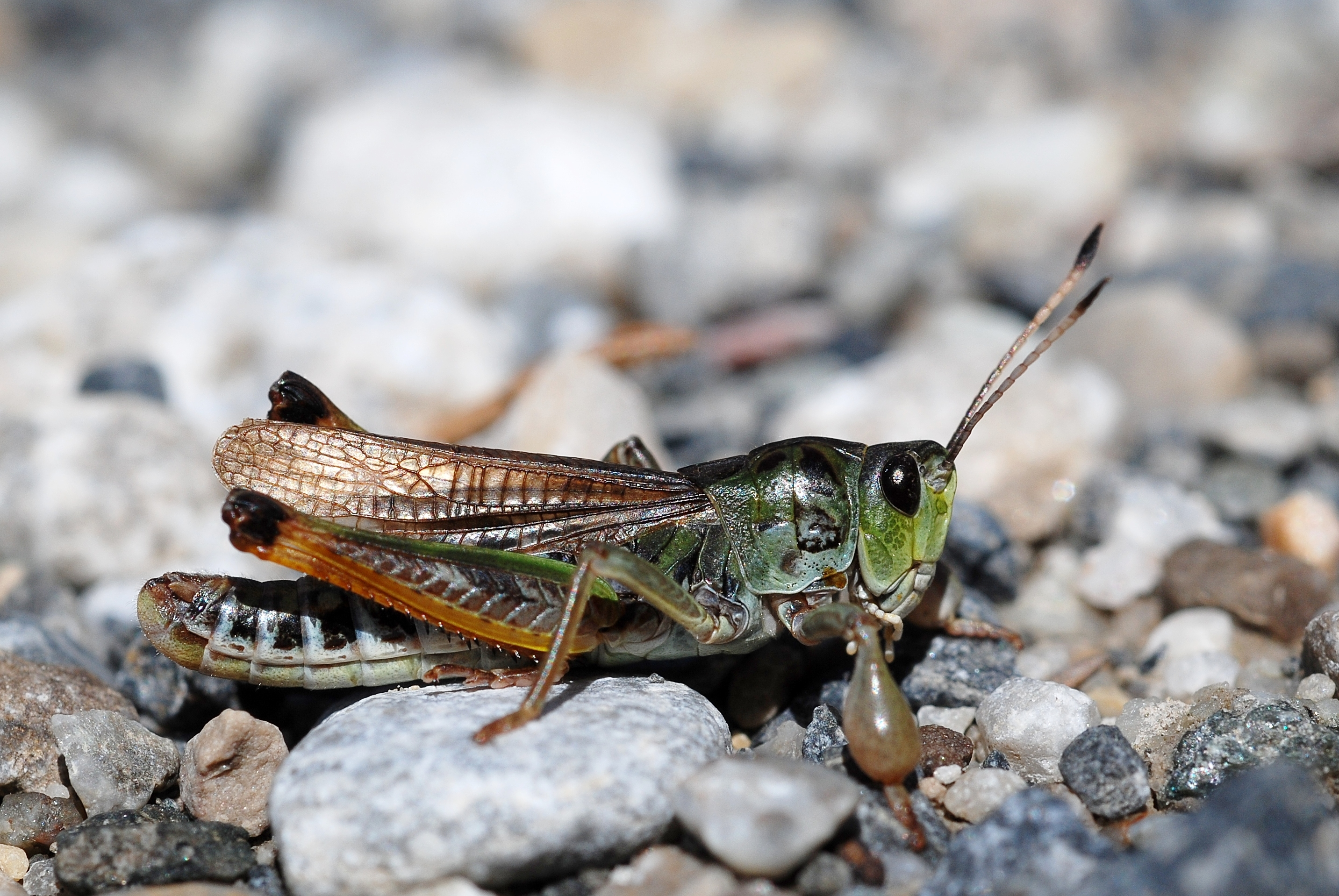
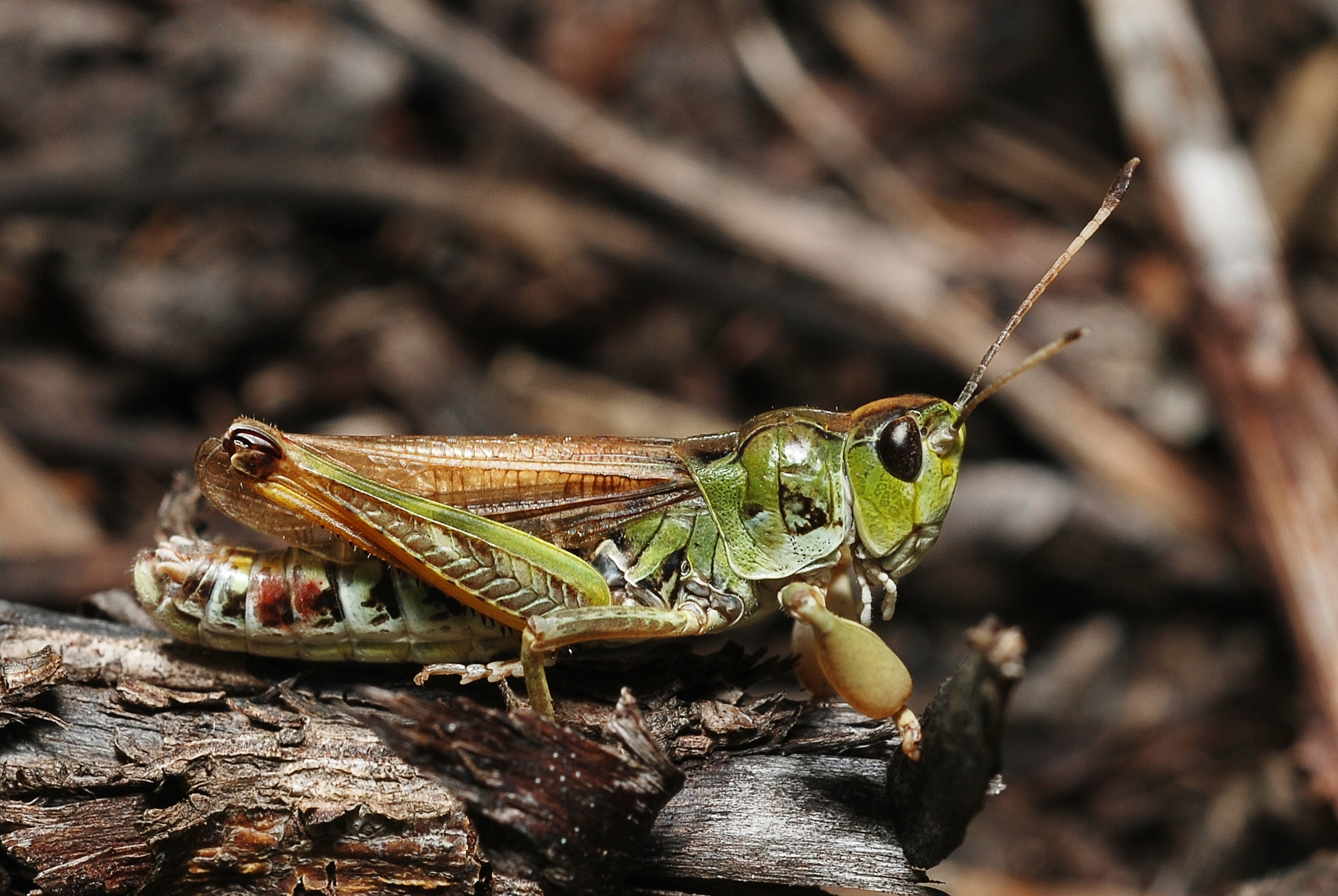
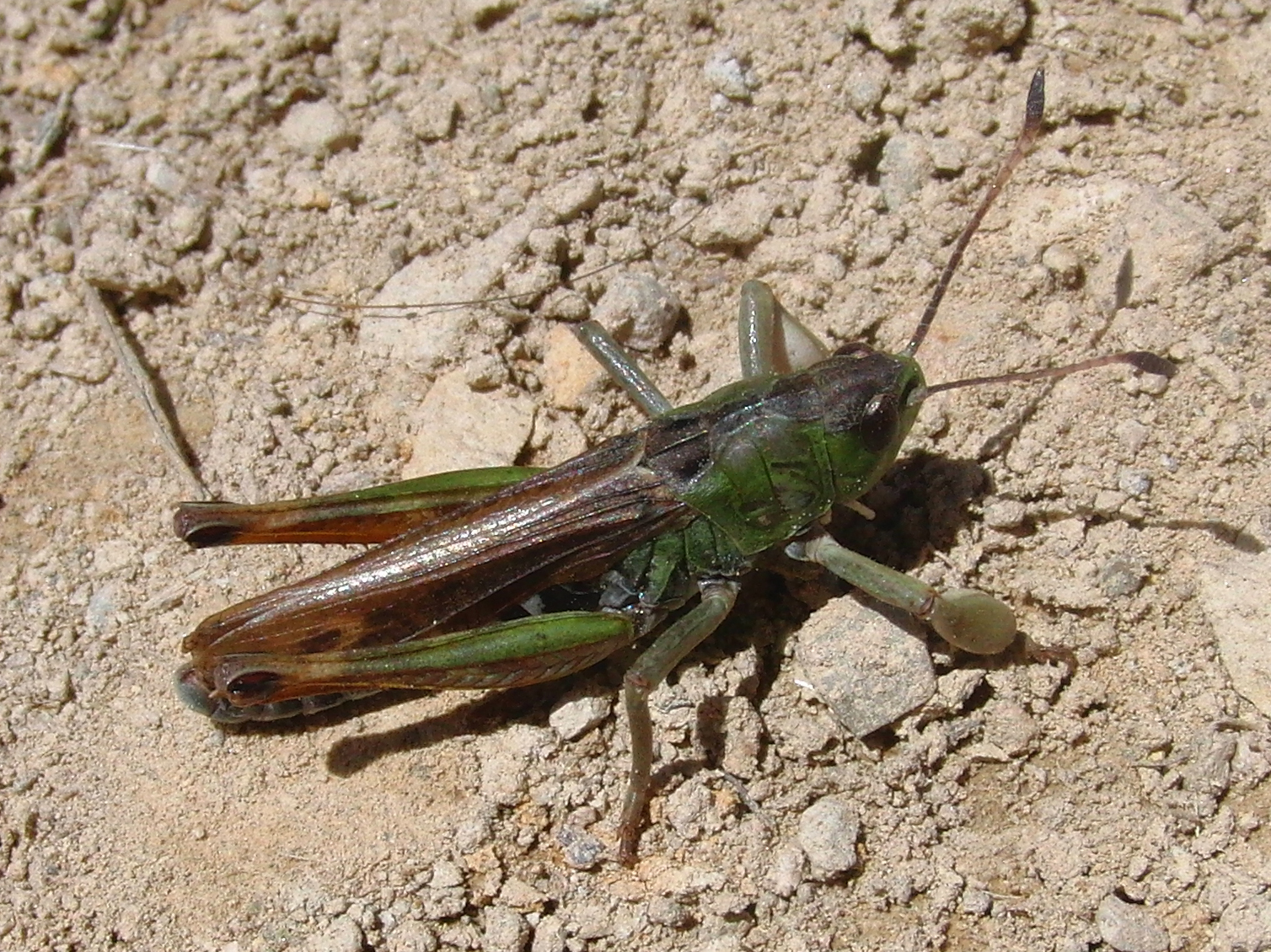
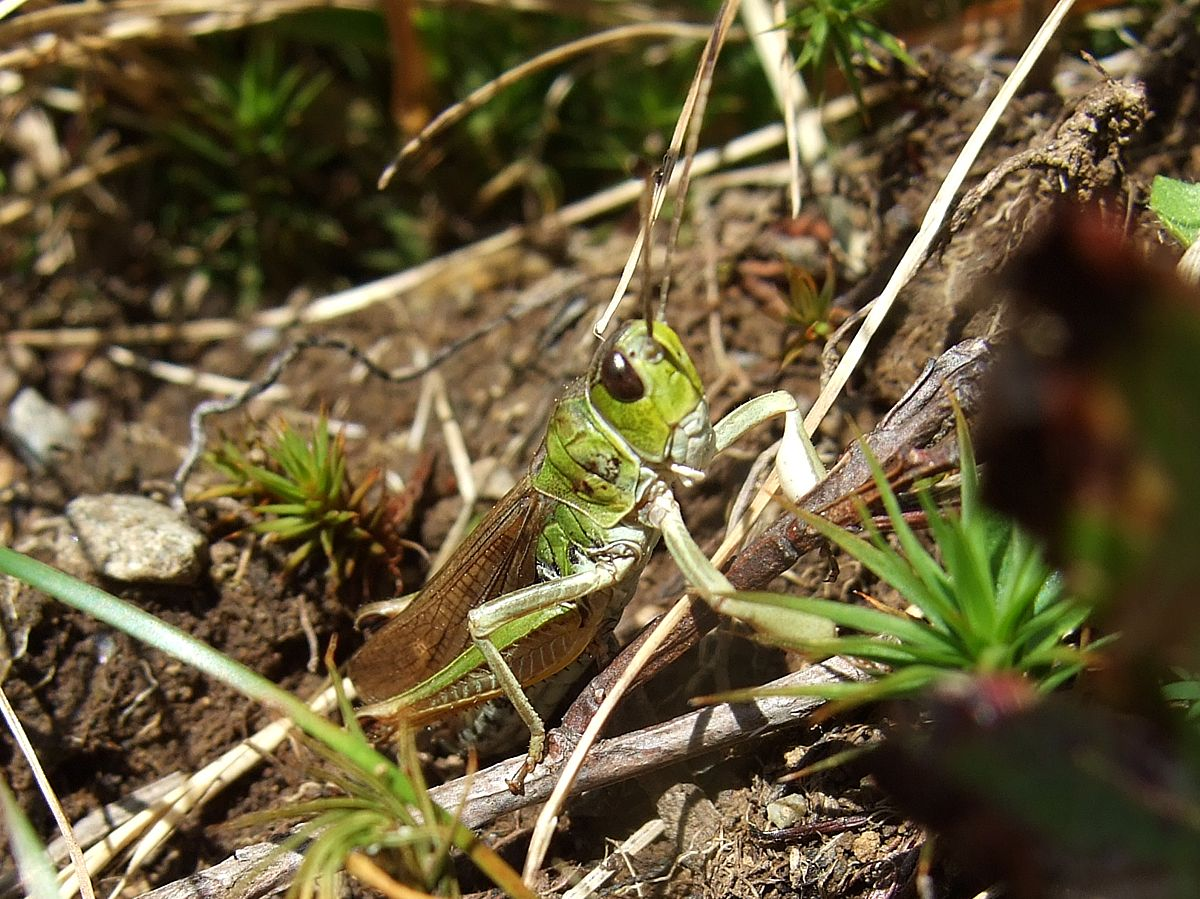
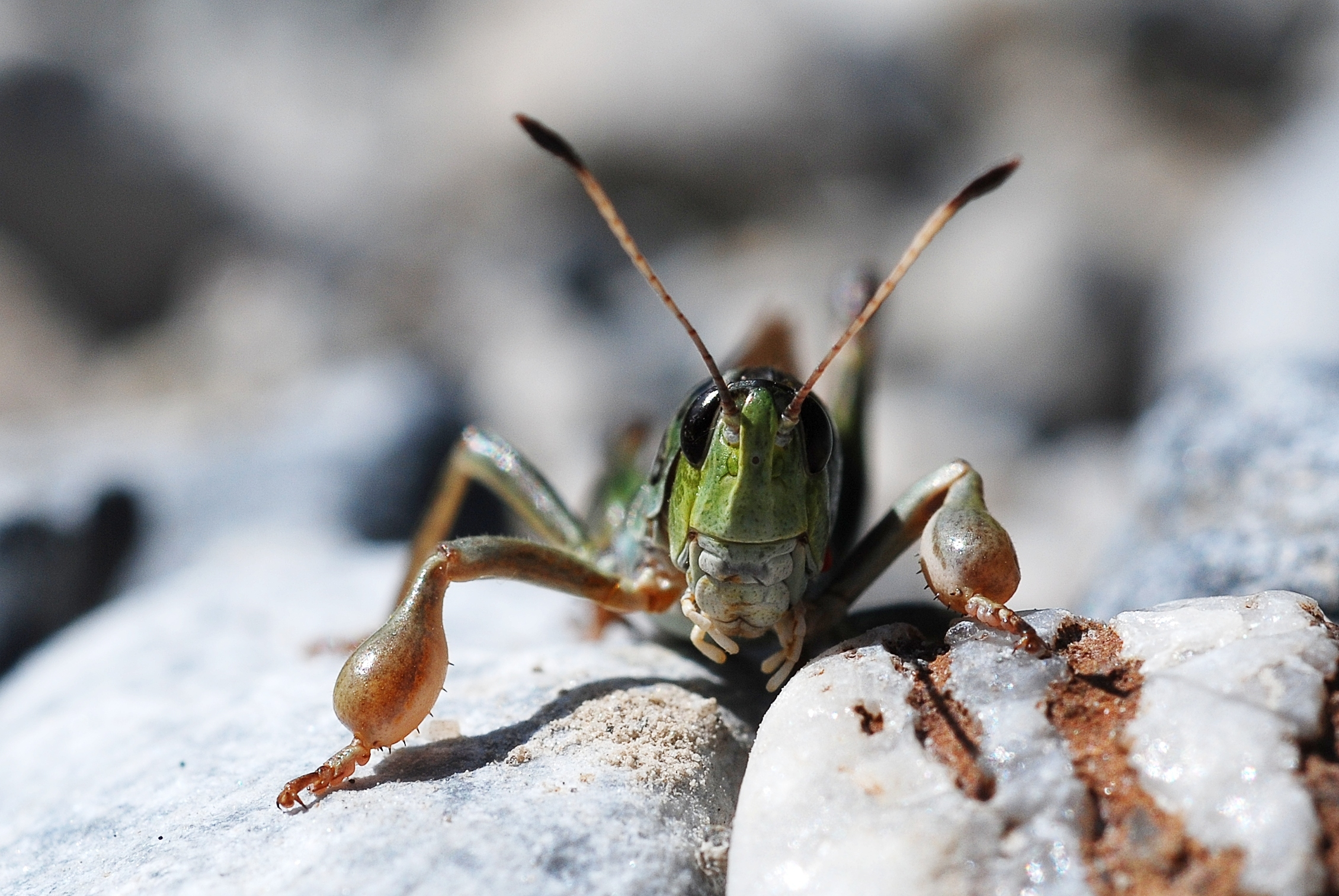